# Зеландская Фландрия
Зела́ндская Фла́ндрия (з.-флам. Zêeuws-Vloandern, зел. Zeêuws-Vlaonderen, нидерл. Zeeuws-Vlaanderen) — южная часть современной нидерландской провинции Зеландия, отделённая Западной Шельдой. Исторически этот регион входил в состав графства Фландрия, в то время как остальная часть Зеландии входила в состав графства Зеландия.
Площадь суши — 733,19 км², население — 108 тыс. чел.
C 2003 года в регион входят территории трёх муниципалитетов: Слёйс, Тернёзен и Хюлст.
Единственной железной дорогой Зеландской Фландрии является линия Гент — Тернёзен.